# Personnages de Pikmin
Cette page recense les principaux personnages de la série de jeux vidéo Pikmin.

## Personnages principaux
Les protagonistes de la série Pikmin sont des explorateurs et voyageurs spatiaux qui s'échouent invariablement sur la planète PNF-404, le monde des Pikmins. Ces personnages jouables sont originaires des planètes Hocotate (présentée dans Pikmin 2) et Koppaï (dans Pikmin 3). Bien que différents, les habitants de ces deux mondes partagent de nombreuses caractéristiques, parmi lesquelles leur petite taille (inférieure à quatre centimètres), leur morphologie générale, leur langage et leur habilité à diriger les Pikmins. Ils diffèrent cependant sur quelques points. Par exemple, l'oxygène est toxique pour les Hocotatiens, et il est dit dans Pikmin 3 que les habitants de Koppaï ne sécrètent pas de leptine, ce qui fait qu'ils ne savent pas s'arrêter de manger (c'est d'ailleurs la cause de la famine dont ils souffrent).

### Olimar
Le capitaine Olimar est le personnage principal de la série. Il apparaît dans le premier jeu Pikmin, dont il est l'unique protagoniste. C'est le crash de son vaisseau, le Dolphin, qui mène à sa rencontre avec les Pikmins. Dans Pikmin 2, Olimar retourne sur la planète PNF-404 avec Louie pour récupérer des trésors et ainsi régler la dette de la société pour laquelle il travaille : Hocotate Fret. Il fait également équipe avec le Président d'Hocotate Fret à partir du moment où la dette est réglée. Dans Pikmin 3, le capitaine Olimar n'est pas un personnage jouable et a été enlevé par le Spectroplasme. Dans Pikmin 4, il se retrouve transformé en Feuillu.
Au fil de l'histoire, on finit par apprendre qu'il a une femme, un fils et une fille (qui lui envoient des messages dans Pikmin 2), ainsi qu'un animal de compagnie, Bulbie. Sa combinaison et la lumière au bout de son antenne sont rouges.
En dehors de la série principale, le capitaine Olimar est aussi le héros du jeu Hey! Pikmin. Il est présent en tant que personnage jouable dans les jeux Super Smash Bros. Brawl, Super Smash Bros. for Nintendo 3DS / for Wii U et Super Smash Bros. Ultimate.

### Louie
Louie apparaît dans Pikmin 2 en tant que nouveau coéquipier du capitaine Olimar. C'est un personnage jouable, caractérisé par sa couleur bleue, sa gourmandise, ainsi que son caractère trouillard et tête en l'air. La société Hocotate Fret est endettée par sa faute, car il a échoué à livrer une précieuse cargaison de carottes Pikpik dorées (qu'il a en vérité dévoré). Il accompagne alors Olimar en quête de trésors sur la planète des Pikmins. Louie est très proche de sa grand-mère, qui lui envoie des messages au cours du jeu, et l'a nourri exclusivement d'insectes lorsqu'il était petit. Il semble d'ailleurs avoir développé une étrange connexion avec les insectes, et sera enlevé par l'Araknéak Titan.
Dans Pikmin 3, il rencontre l'expédition de Koppaï et vole leur réserve de nourriture. Il est jouable dans le Mode Missions.
Dans Pikmin 4, Louie a été envoyé par le président sur PNF-404 afin de retrouver Olimar. Cependant, il va très rapidement laisser tomber sa mission et causer des ennuis au joueur, en kidnappant des naufragés avec l'aide de Moss. Lorsque Moss rejoindra finalement Olimar au Camp de base, Louie s'en ira trouver un nouveau chien. Celui-ci s'avèrera être le Canirex primordial, boss final de cet opus.
Louie est également présent comme trophée dans Super Smash Bros. Brawl et Super Smash Bros. for Nintendo 3DS / for Wii U, et comme esprit dans Super Smash Bros. Ultimate.

### Président d'Hocotate Fret
Dans le premier jeu Pikmin, Olimar mentionne à quelques occasions son "patron". Le Président d'Hocotate Fret (connu sous le nom de Shocho au Japon, ce qui signifie Président) apparaît dans Pikmin 2. C'est le supérieur du capitaine Olimar et de Louie. Avant qu'Olimar ne parvienne à rembourser la dette de sa société, on apprend que le Président, ruiné, vit caché sous un pont à manger de l'herbe. Une fois la dette d'Hocotate Fret réglée, le Président accompagne Olimar pour partir à la recherche de Louie (porté disparu sur la planète des Pikmins). Le Président devient alors un personnage jouable, qui se démarque par une combinaison noire et une lumière violette. Le seul membre connu de sa famille est sa femme, qui lui envoie quelques messages et semble codiriger Hocotate Fret.
En dehors de la série Pikmin, le Président apparaît sous la forme d'un trophée et d'un autocollant dans Super Smash Bros. Brawl.

### Alph
Dans Pikmin 3, Alph est le meneur de l'expédition de Koppaï. Il reste toujours concentré sur leur mission et l'exploration de PNF-404, et se démarque par son caractère très optimiste. Sa combinaison et la lumière de son antenne sont bleues. C'est un génie de la mécanique, tout comme son grand-père, Drake, qui a conçu leur vaisseau. Alph a treize frères (dont un plus jeune que lui) et une sœur. Yorke est son frère aîné.
Il apparaît dans Super Smash Bros. for Nintendo 3DS / for Wii U et Super Smash Bros. Ultimate en tant que costume alternatif du capitaine Olimar.

### Brittany
Brittany est l'une des trois membres de l'expédition de Koppaï, qui vise à récolter des fruits sur la planète des Pikmins. Sa combinaison et la lumière de son antenne sont roses. Brittany est particulièrement gourmande et ne semble s'intéresser quasiment qu'aux fruits et à leur réserve de nourriture. Elle est le premier personnage féminin jouable dans un jeu Pikmin.
Brittany apparaît également dans Super Smash Bros. for Wii U comme trophée et dans Super Smash Bros. Ultimate en esprit.

### Charlie
Charlie est le dernier des trois membres de l'expédition de Koppaï. Sa combinaison et la lumière de son antenne sont vertes. Bien qu'il soit le capitaine de l'équipage, il ne fait souvent qu'approuver les décisions prises par Alph et Brittany. Il semble pourtant avoir un rôle assez important sur sa planète d'origine. Alph lui voue une certaine admiration et dit d'ailleurs de lui qu'il est une légende. Dans le jeu, Charlie se montre assez réservé, protecteur et fasciné par les fleurs. Il porte une attention très particulière à son canard en plastique, qui lui sert de porte-bonheur. Charlie semble aussi avoir quelques sentiments pour Brittany, mais n'ose pas les lui révéler.
Il apparaît dans Super Smash Bros. for Wii U comme trophée et dans Super Smash Bros. Ultimate en esprit.

### Vous (Protagoniste de Pikmin 4)
Dans Pikmin 4, le protagoniste du jeu ("Vous") est un avatar personnalisable par le joueur. Ce dernier doit aider l'équipe de secours, elle-même venue pour le capitaine Olimar. Selon votre badge d’identité, vous venez de la planète Karout.

## Compagnons et personnages secondaires
À partir de Pikmin 2, d'autres personnages sont introduits en jeu par l'intermédiaire du courrier que reçoivent les protagonistes en fin de journée. C'est ainsi que sont présentées les familles d'Olimar, de Louie et du Président d'Hocotate Fret. Le vaisseau utilisé dans ce jeu peut également parler, à l'inverse de celui de Pikmin, et permet de guider le joueur en faisant ainsi office de personnage non jouable.
Avec Otchin, Pikmin 4 marque ensuite l'arrivée d'un nouveau type de compagnon, unique et contrôlé par le joueur différemment des Pikmins.

### Vaisseau Hocotate
Le vaisseau Hocotate ("Hocotate ship") apparaît dans Pikmin 2, après qu'Olimar ait été contraint de céder son précédent navire, le S.S. Dolphin. Doué le parole, ce vaisseau guide le joueur, et sert à stocker certains types de Pikmins (les Pikmins blancs et violets découverts dans Pikmin 2) ainsi que les trésors récupérés en jeu. Sa personnalité un peu décalée lui donne beaucoup d'humour, notamment lorsqu'il s'agit d'inventer des arguments de vente pour chaque trésor. Olimar mentionne aussi le fait que ce vaisseau semble haïr les insectes.
Dans Pikmin 3, ce vaisseau est retrouvé abandonné dans le Verger de l'espoir. Il doit alors être réparé pour permettre à Olimar et Louie de rentrer chez eux.

### Shepherd
Erma Shepherd est un personnage apparaissant dans Pikmin 4. C'est la capitaine de l'équipe de secours, ainsi que du vaisseau qui porte son nom : le S.S. Shepherd. Lui parler permet au joueur d'entraîner Otchin et de lui donner de nouvelles capacités. Elle est originaire de la planète Ghiya. Son nom faire référence aux Bergers allemands (German Shepherd en anglais).

### Collin
Collin est un personnage de Pikmin 4. C'est le responsable de la communication de l'équipe de secours et lui parler permet de sélectionner une zone à explorer pour la journée. Comme Shepherd, il vient de la planète Ghiya. Son nom fait référence à la race de chien Colley.

### Russ
Russ apparaît dans Pikmin 4. C'est l'ingénieur de l'équipe de secours. Il peut fabriquer des objets pour le joueur et Otchin afin de faciliter leur exploration. Il vient aussi de la planète Ghiya et son nom fait référence aux Jack Russell terriers.

### Wally
Wally est un personnage de Pikmin 4, membre de l'équipe de secours. Il est spécialisé dans les missions en solitaire et vient de la planète Ohri. Si le joueur échoue un duel Dandori, un défi Dandori ou une expédition de nuit, Wally pourra apporter son aide, et finir le défi à la place du joueur. Son nom fait référence au dingo.

### Yonny
Yonny est  un membre de l'équipe de secours présente dans Pikmin 4. C'est le médecin de l'équipe et il est chargé des expéditions nocturnes, avec comme objectif de soigner les Feuillus.

### Bernard
Bernard est le dernier membre de l'équipe de secours de Pikmin 4. Il s'agit du pilote du S.S. Shepherd, et son nom fait référence aux Saint-bernards.

### Otchin
Otchin est un chien de l’espace présent dans le jeu Pikmin 4. Appartenant à la famille Shepherd, il vient, tout comme sa maîtresse, de la planète Ghiya. Otchin peut aider le joueur à détruire des obstacles, déplacer des objets lourds et transporter son personnage et des Pikmins sur son dos. La mission du sauvetage d’Olimar est sa première mission. Une fois ce dernier sauvé, en quittant PNF-404, l'équipe de secours se rend compte qu'Otchin ne peux pas quitter la planète, et qu'une feuille a poussé sur sa queue. Ils retournent alors sur la planète, afin de sauver une équipe de vétérinaire qui pourrait soigner Otchin.

### Moss
Moss est une chienne de l'espace découvert par Olimar sur la planète PNF-404, durant le prologue de Pikmin 4. La découverte peut être observée dans le mode de jeu "L'aventure d'Olimar". Sa queue, pourvue d'une feuille, rappelle la tige qui surmonte la tête des Pikmins. Pour Olimar, les organismes absorbés par les oignons subissent un processus de "pikminification" qui les condamne à demeurer sur la planète des Pikmins. Elle semble être une chienne feuillue de naissance car son ADN est similaire à celle des Pikmins. Une autre hypothèse est proposée par Dalmo, elle dit : "Otchin et Moss s'entendent comme larrons en foire. Cela relève du miracle qu'un chien de l'espace rencontre une créature similaire sur une lointaine planète inconnue ! Pourrait-il s'agir d'un frère et d'une soeur séparés à la naissance ? Non, c'est impossible !". L'origine de la feuille de queue de Moss est assez complexe à établir mais la théorie d'Olimar semble la plus probable, celle de la "pikminification". Les Pikmins auraient agi ainsi pour être sûr d'avoir un meneur qui resterait avec eux. Moss est présente dans le niveau "Refuge du héros" elle essayera avec un sifflet similaire à celui de Otchin et du joueur de voler les Pikmins. Son nom savant est "Folicanis amicaris", mais d'autres données telle que sa famille, son poids ou sa valeur en lumium ne sont pas connues.

### Les civils naufragés
Dans Pikmin 4, il y a un bon nombre de civils qui se sont échoué sur PNF-404. Certains se sont même transformé en Feuillu. Le joueur et Otchin devront tous les secourir. Après les avoir secouru, certains civils donneront des missions annexes au joueur, tels que faire fleurir des Pikmins, explorer des grottes, soigner des Feuillus, etc...

### Les Feuillus
Dans Pikmin 4 apparaissent des étranges personnages avec des feuilles sur tous leur corps : ils sont appelés "Les Feuillus". Il s'agit en réalité des civils égarés que les Pikmins ont passé dans leurs oignons. Afin de guérir ces Feuillus, le joueur doit collecter du nectar luisant lors des expéditions de nuit, avec l'aide des Pikmins luisants. 

## Pikmins
Les Pikmins ont été découverts par le capitaine Olimar lors de son arrivée sur la planète PNF-404. C'est une forme de vie hybride, entre l'animal et le végétal. Les Pikmins mesurent environ 3 centimètres si l'on prend en compte la tige surmontant leur tête. Plusieurs espèces coexistent et peuvent s'associer pour résister à leurs prédateurs.

### Pikmin rouge
Les Pikmins rouges constituent la première espèce rencontrée par Olimar. Leur caractéristique physique, outre leur couleur, est leur petit nez pointu. Ils peuvent résister au feu et disposent d'une attaque un peu plus puissante que les autres Pikmins originaux (jaunes et bleus).
Les Pikmins rouges sont présents dans l'ensemble des jeux de la série Pikmin.

### Pikmin jaune
Les Pikmins jaunes se démarquent par leurs grandes oreilles et le fait qu'ils peuvent être lancés plus haut (une note de Brittany explique que cette espèce a une densité corporelle et un poids inférieurs aux autres). Ce sont d’excellents creuseurs. Dans le premier jeu Pikmin, ils sont également les seuls à pouvoir transporter les bombes-rocs. À partir de Pikmin 2, les Pikmins jaunes sont résistants à l'électricité. Dans Pikmin 3, ils peuvent d'ailleurs évoluer s'ils conduisent de l'électricité.
Les Pikmins jaunes sont présents dans l'ensemble des jeux de la série Pikmin.

### Pikmin bleu
Les Pikmins bleus possèdent une bouche et des branchies. C'est la seule espèce de Pikmin qui peut aller dans l'eau. Dans Pikmin et Pikmin 2, ils peuvent également sauver les Pikmins qui se noient en les ramenant à terre.
Les Pikmins bleus sont présents dans l'ensemble des jeux de la série Pikmin.

### Pikmin violet
Les Pikmins violets sont découverts au cours de Pikmin 2. Ils sont plus massifs que les autres et possèdent six poils au sommet de leur tête. Ils sont aussi plus lents et plus lourds que les autres, et peuvent porter des objets avec la force de dix Pikmins. Cette espèce n'a pas d'oignon et, la nuit, les Pikmins violets trouvent refuge à bord du vaisseau du joueur.
Les Pikmins violets sont présents dans les jeux Pikmin 2, Pikmin Bloom et Pikmin 4, et apparaissent dans les modes Missions et Duel bingo de Pikmin 3.

### Pikmin blanc
Tout comme les Pikmins violets, les Pikmins blancs sont découverts au cours de Pikmin 2. Ils sont plus chétifs que les autres et présentent de gros yeux rouges qui leur permettent de détecter les objets enfouis. Les Pikmins blancs peuvent également résister au poison, sont toxiques (affaiblissant les ennemis qui les mangent) et se déplacent plus rapidement que les autres. Cette espèce n'a pas d'Oignon et, la nuit, les Pikmins blancs trouvent refuge à bord du vaisseau du joueur.
Les Pikmins blancs sont présents dans les jeux Pikmin 2, Pikmin Bloom et Pikmin 4, et apparaissent dans les modes Missions et Duel bingo de Pikmin 3.

### Pikmin roc
Les Pikmins rocs sont découverts dans Pikmin 3. Contrairement aux autres Pikmins, d'aspect humanoïde, leur corps semble minéral. Les Pikmins rocs sont capables de briser les obstacles et les armures de verre et de glace. Ils ne peuvent pas être écrasés ou embrochés. Ils infligent aussi plus de dégâts à un ennemi lorsqu'ils sont lancés, mais ne peuvent pas rester accrochés à lui.
Les Pikmins rocs sont présents dans les jeux Pikmin 3, Hey! Pikmin, Pikmin Bloom et Pikmin 4.

### Pikmin ailé
Tout comme les Pikmins rocs, les Pikmins ailés sont découverts au cours de Pikmin 3. De couleur rose et aux grands yeux bleus, les Pikmins ailés ont aussi de petites ailes qui leur permettent de survoler les obstacles et les ennemis. Ces Pikmins peuvent transporter des objets au-dessus de l'eau. Ils sont cependant plus faibles que les autres espèces et deviennent vulnérables s'ils tombent à terre.
Les Pikmins ailés sont présents dans les jeux Pikmin 3, Hey! Pikmin, Pikmin Bloom et Pikmin 4.

### Pikmin de glace
Les Pikmins de glace sont une nouvelle espèce découverte dans Pikmin 4. Ils peuvent être utilisés pour geler l'environnement ou les ennemis. Ils sont découverts dans la Grotte de l’ère glacière et possèdent un oignon qui peut être trouvé dans le Refuge du héros. Ces Pikmins peuvent nager à la surface de l’eau, mais restent sensibles aux dégâts de cet élément.
Les Pikmins de glace sont présents dans le jeu Pikmin 4 uniquement.

### Pikmin luisant
Les Pikmins luisants sont une nouvelle espèce présente dans Pikmin 4. Ils ne sont disponibles que durant les expéditions de nuit, ainsi que dans les grottes si l'on utilise des graines luisantes pour les invoquer. Les représentants de cette espèce n'ont pas d'oignon, ni de fleur cracheuse de leur couleur, mais sont liés aux lumіlіères. Les Pikmins luisants sont verts et avec des yeux bleus (l'un plus grand que l’autre), ressemblant un peu aux Pikmins ailés. Ils peuvent résister au feu, à l'eau, à l'électricité, au poison et à la glace.
Les Pikmins luisants sont présents dans le jeu Pikmin 4 uniquement.

### Pikmin-champignon
Les Pikmins-champignons (souvent nommés Toadmin ou Puffmin en anglais) ne sont pas à véritablement parler une espèce de Pikmin. Ils sont créés lorsque des Pikmins entrent en contact avec les spores du Champispore. Leur aspect change alors (ils prennent une teinte violette et un champignon se développe au bout de leur tige), de même que leur allégeance : les Pikmins-champignons se retournent contre Olimar pour protéger le Champispore.
Les Pikmins-champignons sont uniquement présents dans le premier jeu Pikmin.

### Bulbikmin
Les Bulbikmins (contraction de Bulborbe et Pikmin) constituent une espèce mineure découverte dans Pikmin 2. D'après Olimar, il s'agit de bulborbes juvéniles qui servent d'hôte à une espèce parasite de Pikmin. Le résultat de cette relation, le Bulbikmin, peut être contrôlé par Olimar comme n'importe quel autre Pikmin. À l'image des bulborbes adultes, ils sont insensibles à la plupart des éléments naturels (feu, eau, électricité et poison). Présents uniquement dans les grottes, les Bulbikmins sont abandonnés à la fin de celles-ci et ne peuvent donc être gardés comme des Pikmins classiques.
Les Bulbikmins sont présents uniquement dans Pikmin 2.

### Autres espèces
À la fin du premier jeu Pikmin, le joueur obtient une cinématique de fin spéciale s'il parvient à récupérer les trente pièces du Dolphin. De nombreux Oignons sont alors visibles, certains aux couleurs de Pikmins encore non découverts (orange, vert, gris, violet, rose et bleu cyan). Les Oignons cyan, verts, roses, gris et violets peuvent respectivement être associés aux Pikmins de glace, luisants, ailés, rocs et violets, tous apparus ultérieurement dans la série.

## Antagonistes principaux
Dans la série Pikmin, les explorateurs et les Pikmins sont confrontés à une faune et une flore très diversifiées. Certains adversaires se démarquent par le fait d’être uniques et difficiles à affronter, remplissant le rôle de boss.

### Empereur Bulblax
Cet énorme bulborbe est le boss final du premier jeu Pikmin. Il se trouve dans l'Épreuve Finale, la cinquième et dernière région du jeu (qui lui est entièrement consacrée) et garde une pièce de vaisseau optionnelle : le coffre secret. Des ennemis similaires peuvent être affrontés dans Pikmin 2, Hey! Pikmin et Pikmin 4, ils sont alors nommés Roi Bulblax en version française (mais toujours Emperor Bulblax en version anglaise).

### Araknéak Titan
L'Araknéak Titan est le boss final de Pikmin 2. C'est lui qui a enlevé Louie et le retient prisonnier. Ce boss possède une épaisse armure et utilise quatre trésors pour effectuer des attaques de différents types (feu, eau, poison et électricité), obligeant le joueur à utiliser toutes les espèces de Pikmins durant le combat. L'Araknéak Titan se trouve dans le quatorzième sous-niveau du Pays des Rêves, l'une des grottes de la région Terre des Promesses.

### Spectroplasme
Le Spectroplasme est le boss final de Pikmin 3, responsable de l'enlèvement du capitaine Olimar. Il se trouve à la fin de la Tour de la mélancolie, cinquième et dernière région du jeu. Le Spectroplasme est un organisme mystérieux, très probablement lié aux Spectreaux de Pikmin 2. Bien que vaincu, il est révélé qu'il est toujours vivant dans la cinématique de fin.

### Parasydre enragé
Cette plante monstrueuse est le boss final de Hey! Pikmin et garde le convertisseur du vaisseau d'Olimar. Le capitaine l'affronte dans la zone A (Pistils hostiles) du secteur 9 (Escale finale). À sa mort, il est révélé que cette plante était en fait parasitée par un Parasydre, après que celui-ci ait été percuté par la pièce du vaisseau.

### Canirex primordial
Ce chien de l'espace géant est le boss final de Pikmin 4. Il se trouve au vingtième sous-niveau de la Caverne du roi, l'une des grottes de la Forêt primaire. Selon Olimar et Yonny, le Canirex primordial serait l'ancêtre des chiens de l'espace. Ces descendants auraient évolués pour devenir plus petits et se seraient dispersés à travers l'univers, à l'image d'Otchin et Moss. Dans le jeu, l'équipe de secours de Shepherd recherche le Canirex primordial afin de collecter un échantillon et trouver un remède pour Otchin. À la fin de l'affrontement, cet imposant chien se calme et prend la fuite.

### Autres antagonistes
Les ennemis uniques, souvent difficiles à affronter, jouent de rôle de boss dans la série de jeux Pikmin. Le Molosko Fumant, les Snabreks, les Rois et Rennes Bulblax, ou encore le Spectreau, en sont des exemples emblématiques.